# Monoral
Monoral é uma banda japonesa de música pop/rock criada em 2001 e contratada pela Sony Music Japan. A banda consiste de dois membros, Anis Shimada nos vocais e guitarra e Ali Morizumi no baixo e guitarra.

## História
O segundo lançamento da banda, Ammonite, que atingiu a terceira posição nas paradas da Tower Records no Japão, permaneceu no Top 50 por 7 meses.Em 2005 eles lançaram seu primeiro disco sob uma gravadora de peso som o single Visions In My Head sendo esta gravadora a Haunted Records (uma subsidiária da Sony Music Japan, que foi criada pelo músico japonês Hyde, vocalista da banda L'Arc~en~Ciel).
Em 2006, a banda tocou a música "Kiri", o tema de abertura da série de animação Ergo Proxy. A música também foi lançada através do iTunes Store em 25 de Maio, 2006. Monoral logo depois também lançou seu segundo álbum de estúdio, Turbulence (álbum), em 4 de Julho, 2007.
Em 2008 Monoral veio ao Brasil trazidos pela Japan Music Entertainment (JaME), portal de internet especializado em música pop/rock japonesa. E suas apresentações ocorreram nas cidades de Fortaleza, Rio de Janeiro, Porto Alegre, São Paulo.

## Membros
Anis, o vocalista, nascido em 23 de Fevereiro, 1975, é um Japonês-Marroquino que fala fluentemente Japonês, Inglês, Francês, e Árabe. Nascido em Londres e criado na França, ele já trabalhou como modelo e costumava servir como suporte à músicos famosos apresentando-se na TV como  guitarrista. Ele é normalmente envolvido na criação de músicas feitas para comerciais, como backing vocal para outros músicos famosos, e narração de comerciais de TV incluindo trabalhos ao lado de Tetsuya Komuro.
Ali, nascido em 1973, é um Japonês-Americano que cresceu em Tóquio. Ele fala Japonês e Inglês fluentemente.

## Discografia
| Singles                               | Data de Lançamento   |
| Visions In My Head - 1º Grande Single | 2 de Novembro, 2005  |
| Kiri - 1º Single Digital              | 25 de Maio, 2006     |
| Tuesday - 2º Grande Single            | 9 de Maio, 2007      |
| Casbah - 2º Single Digital            | 30 de Julho, 2008    |
| Safira - 3º Single Digital            | 3 de Setembro, 2008  |
| 70 Hours - 4º Grande Single           | 25 de Novembro, 2008 |
| Origins - 5º Grande Single            | 28 de Agosto, 2010   |

| Álbuns                               | Data de Lançamento  |
| In Stereo - Álbum de Estreia EP      | 25 de Julho, 2001   |
| Ammonite - 2º Álbum EP               | 24 de Março, 2004   |
| Petrol - 1º Grande Álbum             | 13 de Julho, 2005   |
| Turbulence (álbum) - 2º Grande Álbum | 4 de Julho, 2007    |
| Via - 3º Grande Álbum                | 29 de Outubro, 2008 |